# Kuldscha brunneofasciata
Kuldscha brunneofasciata är en fjärilsart som beskrevs av Warnecke 1934. Kuldscha brunneofasciata ingår i släktet Kuldscha och familjen mätare. Inga underarter finns listade i Catalogue of Life.